# Людина з мармуру
«Людина з мармуру» (пол. Człowiek z marmuru) — польський фільм-драма 1977 року, поставлений режисером Анджеєм Вайдою.

## Сюжет
Молода студентка кіношколи Агнешка (Крістіна Янда) знімає свій дипломний кінофільм про прославленого ударника комуністичної праці Матеуша Біркута (Єжи Радзивілович), муляра з Нової Гути — молодого промислового району Кракова. Агнешка, намагаючись довідатися правду про його життя, стикається і з гіркою правдою про важкі для польського народу 50-і роки. Подорожуючи разом зі знімальною групою на службовому «Робурі», Агнешка розкриває все нові завіси навколо подій тих років, дістається до людей, які знали Матеуша Біркута.
Від режисера Єжи Бурського (Тадеуш Ломницький) Агнешка дізнається про зворотну сторону створення документального фільму про Біркута «Вони будують наше щастя». Від Міхаляка вона дізнається про інцидент з гарячою цеглиною. Врешті-решт вона потрапляє в Закопане, до дружини Біркута Ханки Томчик. Розмовляє з Вітеком, директором заводу в Катовицях, і навіть з інженером Моняком, заступником Вітека на будівництві заводу. Дістається до Йодли (Веслав Вуйчик), що був партійним секретарем. Проте ніхто не знає, що ж дійсно трапилося з Біркутом.
Агнешці вдається, проте, знайти його сина, Мачека Томчика, вони зустрічаються перед прохідною Гданської корабельні імені Леніна. Мачек розповідає Агнешці, що його батька немає серед живих. У фінальній сцені фільму Агнешка і Мачек Томчик йдуть разом довгим коридором будівлі варшавського телебачення.

## У ролях
| Єжи Радзивілович       | … | Матеуш Біркут / Мачек Томчик, син Біркута |
| Кристина Янда          | … | Агнешка                                   |
| Тадеуш Ломницький      | … | режисер Єжи Бурський                      |
| Яцек Ломницький        | … | молодий режисер Бурський                  |
| Міхал Тарковський      | … | Винцентий Витек                           |
| Піотр Цесляк           | … | Міхаляк                                   |
| Веслав Вуйцик          | … | секретар Йодла                            |
| Христина Захватович    | … | Ханка Томчик                              |
| Магда Тереса Вуйцик    | … | монтажер                                  |
| Богуслав Собчук        | … | редактор телебачення                      |
| Леонард Зайончковський | … | Леонард Зайончковський, оператор Агнешки  |
| Яцек Доманський        | … | звукооператор Агнешки                     |
| Здзіслав Козень        | … | батько Агнешки                            |
| Ірена Лясковська       | … | працівниця музею                          |
| Веслав Джевич          | … | чоловіек Ханки Томчик                     |
| Казімеж Качор          | … | полковник                                 |
| Ева Зентек             | … | секретарка                                |
| Ельжбета Борковська    | … | блондинка на кастингу                     |
| Анджей Гронзевич       | … | суддя                                     |
| Едмунд Карванський     | … | прокурор                                  |
| Генрик Лапинський      | … | Марцін Павлусяк                           |
| Єжи Моняк              | … | інженер Моняк                             |
| Дорота Сталінська      | … | фоторепортер                              |
| Здзіслав Шимборський   | … | представник дирекції                      |
| Анджей Северин         | … | голос за кадром                           |

## Знімальна група
- Автор сценарію — Александр Сцибор-Рильський
- Режисер-постановник — Анджей Вайда
- Продюсер — Анджей Вайда
- Композитор — Анджей Кожиньський
- Оператор — Едвард Клосинський
- Монтаж — Галина Пругар-Кетлінг
- Художник-постановник — Войцех Майда, Аллан Старський
- Художник-декоратор — Марія Осечка-Кумінек
- Художник по костюмах — Лідія Рзешевська, Веслава Старська

## Нагороди та номінації
| Список нагород та номінацій         | Список нагород та номінацій | Список нагород та номінацій | Список нагород та номінацій                                                       | Список нагород та номінацій | Список нагород та номінацій |
| Кінопремія                          | Дата церемонії              | Категорія                   | Номінант(и)                                                                       | Результат                   | Дж                          |
| ----------------------------------- | --------------------------- | --------------------------- | --------------------------------------------------------------------------------- | --------------------------- | --------------------------- |
| Кінофестиваль у Гдині               | 1978                        | Нагорода критиків           | Анджей Вайда                                                                      | Перемога                    |                             |
| Каннський міжнародний кінофестиваль | 16-30 травня 1978           | Приз ФІПРЕССІ               | Людина з мармуру                                                                  | Перемога                    | [ 3 ]                       |
| Спільнота кінокритиків Нью-Йорка    | 1981                        | Найкращий іноземний фільм   | Людина з мармуру                                                                  | 2-е місце                   |                             |
| Спільнота кінокритиків Нью-Йорка    | 1981                        | Спеціальна нагорода         | Анджей Вайда (за артистизм і незалежність духу, продемонстрованих в його фільмах) | Перемога                    |                             |